# 南宿村
南宿村（みなみじゅくむら）はかつて岐阜県羽島郡に存在した村である。
現在の羽島市足近町南宿などに該当する。
隣接する北宿村と同じく、かつては鎌倉街道の宿場が設置されていた。後に美濃路が開設されると宿場の役目を終えたが、起宿と墨俣宿の中間にあることから、南宿村の南西に間の宿が設置されていた。
南宿村発足時は羽栗郡の村であったが、郡の合併により羽島郡の村となった。

## 歴史
- 1889年（明治22年）7月1日 - 町村制により南宿村が発足。
- 1897年（明治30年）4月1日[2] - 羽栗郡と中島郡と合併して羽島郡となる。南宿村は羽島郡の村となる。
- 1897年（明治30年）4月1日 - 市場村、北宿村、直道村、坂井村、小荒井村、南之川村と合併し、足近村が発足。同日南宿村廃止。

## 教育
- 南宿尋常小学校（現・羽島市立足近小学校）